# Caricea ungulitigris
Caricea ungulitigris är en tvåvingeart som beskrevs av Feng och Xue 1997. Caricea ungulitigris ingår i släktet Caricea och familjen husflugor. Inga underarter finns listade i Catalogue of Life.